# Hemlös (musikalbum)
Hemlös är ett studioalbum från 1989 av Staffan Hellstrand .
Albumet är Hellstrands debut i eget namn och en hyllning till poeten Dan Andersson.

## Låtlista
Samtliga texter av Dan Andersson.
| Nr  | Titel                                   | Längd | Kompositör         |
| --- | --------------------------------------- | ----- | ------------------ |
| 1.  | Hemlös                                  | 2:33  | Staffan Hellstrand |
| 2.  | Jag sjungit                             | 3:23  | Staffan Hellstrand |
| 3.  | Helgdagskväll i timmerkojan             | 2:10  | Sven Scholander    |
| 4.  | Jungman Jansson                         | 1:56  | Dan Andersson      |
| 5.  | Omkring tiggarn från Luossa             | 6:30  | Gunde Johansson    |
| 6.  | En landsstrykares morgonsång till solen | 3:20  | Staffan Hellstrand |
| 7.  | Den röda rosen                          | 3:49  | Härje Ångman       |
| 8.  | Spelmannen                              | 2:51  | Ragnar Ågren       |
| 9.  | Julvisa i Finnmarken                    | 2:20  | Thorstein Bergman  |
| 10. | Sång till västanvinden                  | 6:50  | Staffan Hellstrand |

## Medverkande
- Staffan Hellstrand: sång, akustisk gitarr, munspel
- Sven Ahlbäck: fiol
- Tomas Andersson: violin, Henrik Jon Petersen: violin, Tony Bauer: viola, Klas Gagge: cello
- Staffan Dahling: elgitarr
- Lasse Englund: slidegitarr
- Håkan Eriksson: klaviaturinstrument, kör
- Lars Eriksson: altbalalajka, Niklas Karlsson: primbalalajka, Jonas Nyberg: basbalalajka, domra
- Mats Glenngård: fiol
- Ulf Gruvberg, mungiga
- Emily Gray, Johan Johansson, Peter LeMarc, Anna Nederdal: kör
- Mats A Lindberg: bas
- Anita Livstrand, Marianne N'lemvo och Lise-Lotte Norelius: slagverk och röster
- Johan Nyström: trummor, trumprogrammering
- Owe Ronström: fiol
- Patrik Sventelius: bas
- Lennart Söderlund: elgitarr
- Christer Åberg: dragspel, såg

### Fotnoter
1. ↑  Information i Svensk mediedatabas.